# Johnny Kerr
John G. « Red » Kerr (né le 17 juillet 1932 à Chicago, Illinois et mort le 26 février 2009) était un joueur et entraîneur professionnel de basket-ball de NBA puis commentateur des matches des Bulls de Chicago.

## Carrière de joueur
Alors que sa première passion était le football, une croissance de 20 cm dans sa dernière année au lycée Tilden Technical l'a poussée à s'intéresser au basket-ball. Le pivot de 2,07 m mena son équipe au titre de champion de la 'Chicago Public League' en 1950. Après le lycée, il rejoignit l'université de l'Illinois, où il inscrivit 1299 points durant ses trois années avec l'équipe. Le sommet de sa carrière à l'université fut atteint en 1952, quand il aida son équipe à acquérir le titre de la conférence Big Ten et à atteindre le Final Four NCAA.
En 1954, les Nationals de Syracuse sélectionnèrent Kerr au sixième rang de la Draft de la NBA. Lors de sa première saison en 1954-1955, Kerr inscrivit 10,5 points et 6,6 rebonds de moyenne et aida les Nationals à obtenir leur premier titre de champion NBA. Il fut élu All-Star à trois reprises (1956, 1959, 1963) avec les Nationals, bien qu'il jouait dans l'ombre du futur Hall-of–Famer Dolph Schayes.
En 1963, les Nationals déménagèrent à Philadelphie, en Pennsylvanie et devinrent les 76ers. Deux années plus tard, Kerr fut transféré aux Bullets de Baltimore contre Wali Jones. Après avoir inscrit 11,0 points et 8,3 rebonds de moyenne durant la saison 1965-1966, Kerr fut choisi par les Bulls de Chicago dans la draft d'expansion. Cependant, Kerr se retira volontairement pour devenir l'entraîneur de la nouvelle équipe créée dans sa ville natale. Il finit sa carrière avec un total respectable de 12480 points et 10092 rebonds, et il détint le record NBA du plus grand nombre de rencontres jouées consécutivement (844) jusqu'en 1983 quand il fut dépassé par Randy Smith.

## Carrière d'entraîneur
Kerr mena les Bulls à un bilan de 33 victoires-48 défaites en 1966-1967 et devinrent la première « équipe d'expansion » à remporter un tour de play-offs lors de sa saison inaugurale. Pour cette performance, Kerr fut couronné du trophée de NBA Coach of the Year. Les Bulls terminèrent à un bilan de  29 victoires-53 défaites la saison suivante, avec un départ à 1 victoire-15 défaites les empêchant d'atteindre les play-offs une deuxième année de suite. En conflit avec le propriétaire Dick Klein, Kerr dut quitter les Bulls lors de l'été 1968 et signa dans la foulée avec les Suns de Phoenix, une autre « équipe d'expansion » à la recherche de son premier entraîneur. Malheureusement, les Suns terminèrent avec un bilan de 16 victoires-66 défaites lors de la saison 1968-1969, et après un début de saison 1969-1970 à 15 victoires-23 défaites, Kerr fut contraint de quitter l'équipe.

## Carrière de commentateur
Kerr resta au contact de la franchise des Suns pour le reste de la saison 1969-1970, travaillant en tant que commentateur avec Rod Hundley. Cet été-là, il accepta un poste dans l'administration dans l'équipe des Squires de la Virginie de l'American Basketball Association, mais il retourna au commentaire en 1974, devenant commentateur des Bulls de Chicago. Kerr est resté à ce poste jusqu'en 2008, conquérant les cœurs de générations de fans des Bulls fans avec son autodérision.

## Anecdote
Durant la carrière de Michael Jordan aux Chicago Bulls, un rituel initié par Jordan était de frapper dans les mains à proximité de Kerr quand il était assis à la table des commentateurs. Si Jordan n'était pas présent lors de la rencontre, c'est Scottie Pippen qui perpétuait ce rituel.